# Медуза (фрегат)
«Медуза» (фр. Méduse) — сорокапушечный французский фрегат типа «Паллант», спущенный на воду в 1810 году. Принимал участие в Наполеоновских войнах. После Реставрации Бурбонов он был переделан в en flûte и направлен для транспортировки французских чиновников во французскую колонию Сен-Луи (Сенегал). Во время этой экспедиции из-за некомпетентности офицеров фрегата корабль налетел на мель и впоследствии затонул. Пассажиры и команда попытались эвакуироваться на лодках и самодельном плоту, однако затем плот со всеми находящимися на нём людьми был брошен командой на произвол судьбы. Из 147 людей, находившихся на плоту, выжило только 15, причём 5 из них скончались уже после спасения от синдрома восстановления питания.
Кораблекрушение прославилось благодаря колоссальной по размерам и эмоциональному напряжению картине французского художника Теодора Жерико (1818), ставшей манифестом зарождающейся живописи романтизма.

## Служба

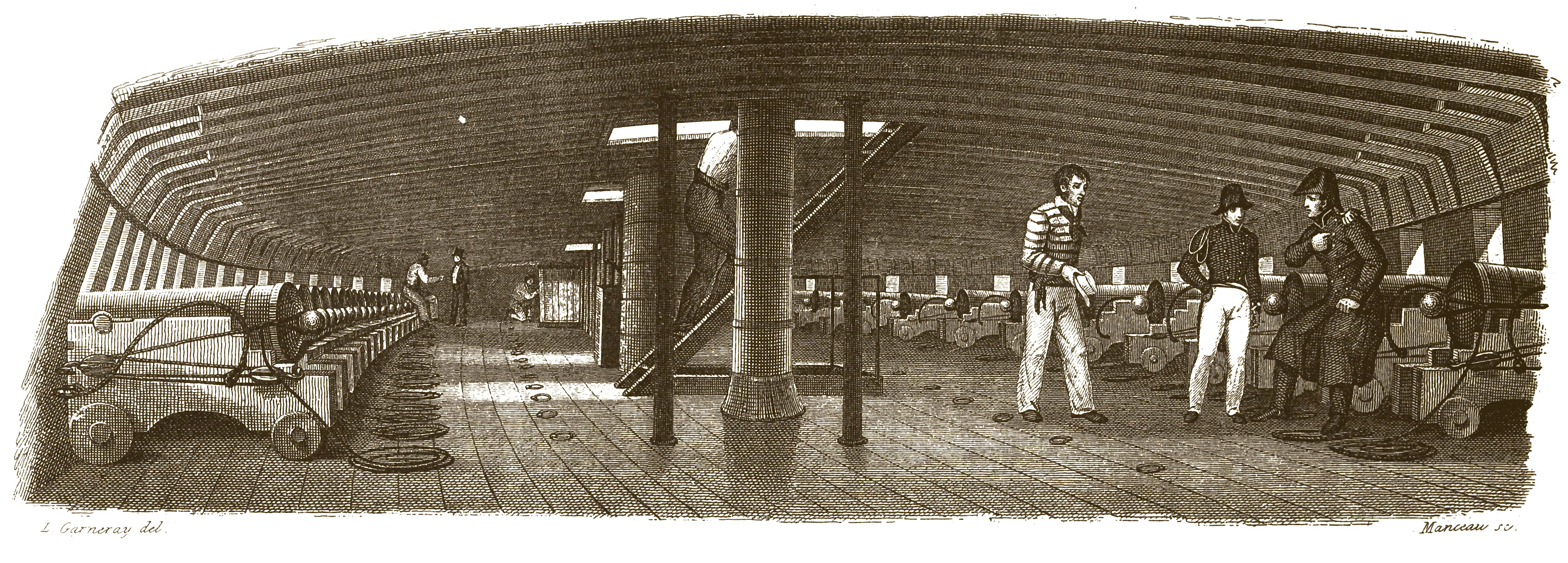
Батарейная палуба Медузы

Медуза была введена в строй в Нанте 26 сентября 1810 года. В 1811 году корабль вместе с фрегатом «Нимфа» был отправлен к острову Ява, где велась Маврикийская кампания. 22 декабря Медуза вернулась в Брест. В 1814 году принимала участие в возвращении Гваделупы.

## Крушение
Во время Реставрации Бурбонов капитаном фрегата был назначен лояльный новому режиму Гюг Дюруа де Шомарей (фр. Hugues Duroy de Chaumareys), который, тем не менее, не имел достаточного опыта мореплавания.
В 1816 году Франция вернула свои колонии в Сенегале, оккупированные Великобританией во время Наполеоновских войн. Король Людовик XVIII решил направить туда новую колониальную администрацию, военный гарнизон и поселенцев — всего в общей численности 392 человека. Среди них были новый губернатор Жюльен-Дезире Шмальц, путешественник Гаспар Теодор Молльен, путешественник Рене Калье. Переправить людей должна была флотилия, состоящая из флагманского корабля «Медуза» под командованием Дюруа де Шомарея, корвета «Эхо», брига «Аргус» и флейта «Луара».
17 июня 1816 года флотилия покинула Рошфор и направилась к Сен-Луи. Фрегат был гораздо быстрее остальных кораблей флотилии, из-за чего в скором времени вырвался вперед. Губернатор Шмальц пожелал достичь колонии как можно быстрее, по кратчайшему маршруту вдоль берега, изобиловавшего опасными рифами и отмелями. Капитан привлёк учёного Ришфора из числа пассажиров для выполнения задач навигации, хотя тот, несмотря на учёное звание, не имел навыков навигации. Ошибка в расчётах в конце концов привела к тому, что он неправильно оценил местоположение корабля относительно обозначенной на карте отмели у берега Мавритании. Из-за его ошибки, вместо того, чтобы обойти отмель, фрегат пошёл прямо на неё. 
2 июля  «Медуза» налетела на мель в 50 километрах от берега, между Портендиком и заливом Банк-д'Арген.
Попытки снять корабль с мели не увенчались успехом.

## Плот

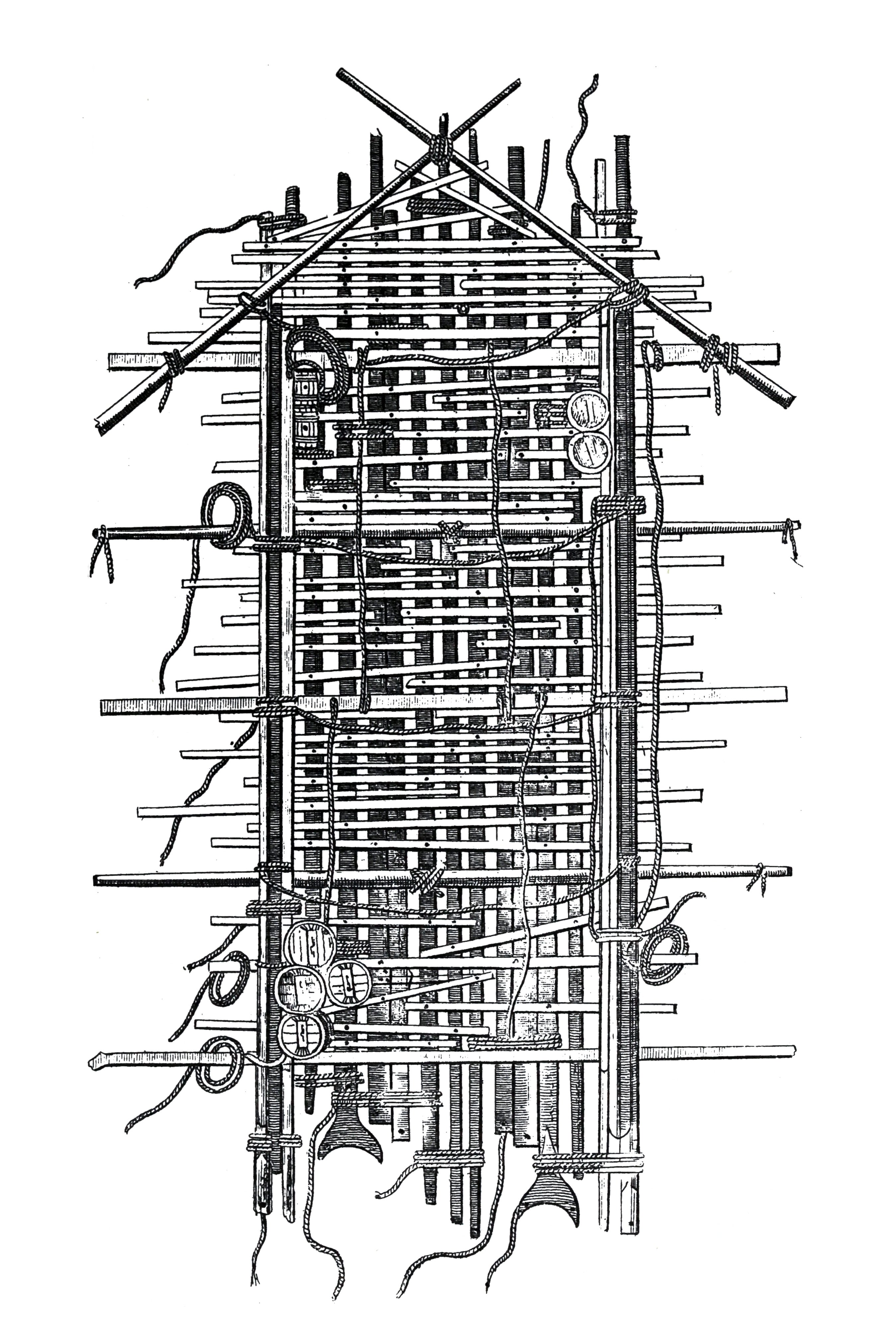
Эскиз плота

Для эвакуации пассажиров планировалось задействовать лодки фрегата, для чего понадобилось бы сделать два рейса. Также были предложения построить плот и выгрузить на него груз корабля, чтобы облегчить его и снять с мели. В итоге был построен плот длиной 20 и шириной 7 метров. Тем временем начал усиливаться ветер, а корабль начал давать трещину. Под угрозой развала судна пассажиры и экипаж запаниковали, и капитан принял решение немедленно покинуть судно. Семнадцать человек решило остаться на фрегате, 147 человек перешло на плот. На перегруженном плоту было мало провианта и никаких средств управления и навигации.
В условиях предштормовой погоды команда на лодках скоро осознала, что буксировать тяжёлый плот практически невозможно, и стала опасаться, что пассажиры на плоту начнут в панике перебираться на лодки. Люди на лодках обрезали буксировочные канаты, оставив тем самым плот на произвол судьбы, и направились к берегу. Все спасшиеся на лодках, включая капитана и губернатора, добрались до берега по отдельности.
На плоту же положение сразу же обернулось катастрофой. Выжившие разделились на противоборствующие группы — офицеры и пассажиры с одной стороны, и моряки и солдаты — с другой. В первую же ночь дрейфа 20 человек были убиты или покончили жизнь самоубийством. Во время шторма десятки людей погибли в борьбе за наиболее безопасное место в центре либо были смыты волной за борт. Провизия быстро иссякала. На четвёртый день в живых осталось только 67 человек, многие из них начали практиковать каннибализм. На восьмой день 15 наиболее сильных выживших выбросили за борт слабых и раненых.
Тем временем Шомарей направляет барк «Аргус» к севшей на мель «Медузе», чтобы спасти её груз, среди которого были бочки с 92 тысячами франков золотом и серебром. На тринадцатый день оставшиеся в живых люди обнаруживают на горизонте «Аргус», который не замечает плот и скрывается из виду. К счастью, через два часа он возвращается и случайно натыкается на плот и подбирает выживших. Пять человек из них умирает до прибытия корабля в Сен-Луи. «Медузу» удается найти только через 54 дня. Из 17 человек, оставшихся на фрегате, в живых осталось только трое: двое умерли на корабле, двенадцать человек пропали без вести на самодельном плоту.
Всего из 240 человек, отплывших на «Медузе» из Франции, в живых осталось только 60.

## Расследование
Колония и правительство Франции попытались замолчать трагедию, однако 16 сентября 1816 года в оппозиционной газете «Journal des débats» появляется отчет выжившего хирурга «Медузы» Анри Савиньи о произошедшем на плоту. Позднее Савиньи вместе с другим выжившим путешественником Александром Корреардом пишут книгу «Naufrage de la frégate la Méduse» («Гибель фрегата „Медуза“»), изданную в 1817 году. Разразившийся скандал вынудил официальных лиц созвать военный трибунал, на котором капитан фрегата Шомарей обвинялся в оставлении флотилии, неспособности снять корабль с мели и оставлении плота с людьми. Тем не менее, трибунал признал вину только в некомпетентности и халатности в навигации и преждевременном оставлении судна. Несмотря на то, что даже по этим пунктам обвинения капитану грозила смертная казнь, Шомарей вместо этого был всего лишь лишен свободы на три года тюремного заключения.
Губернатор Шмальтц, также внесший свою лепту в трагедию «Медузы», был вынужден подать в отставку в 1818 году.

## Отражение в мировой культуре

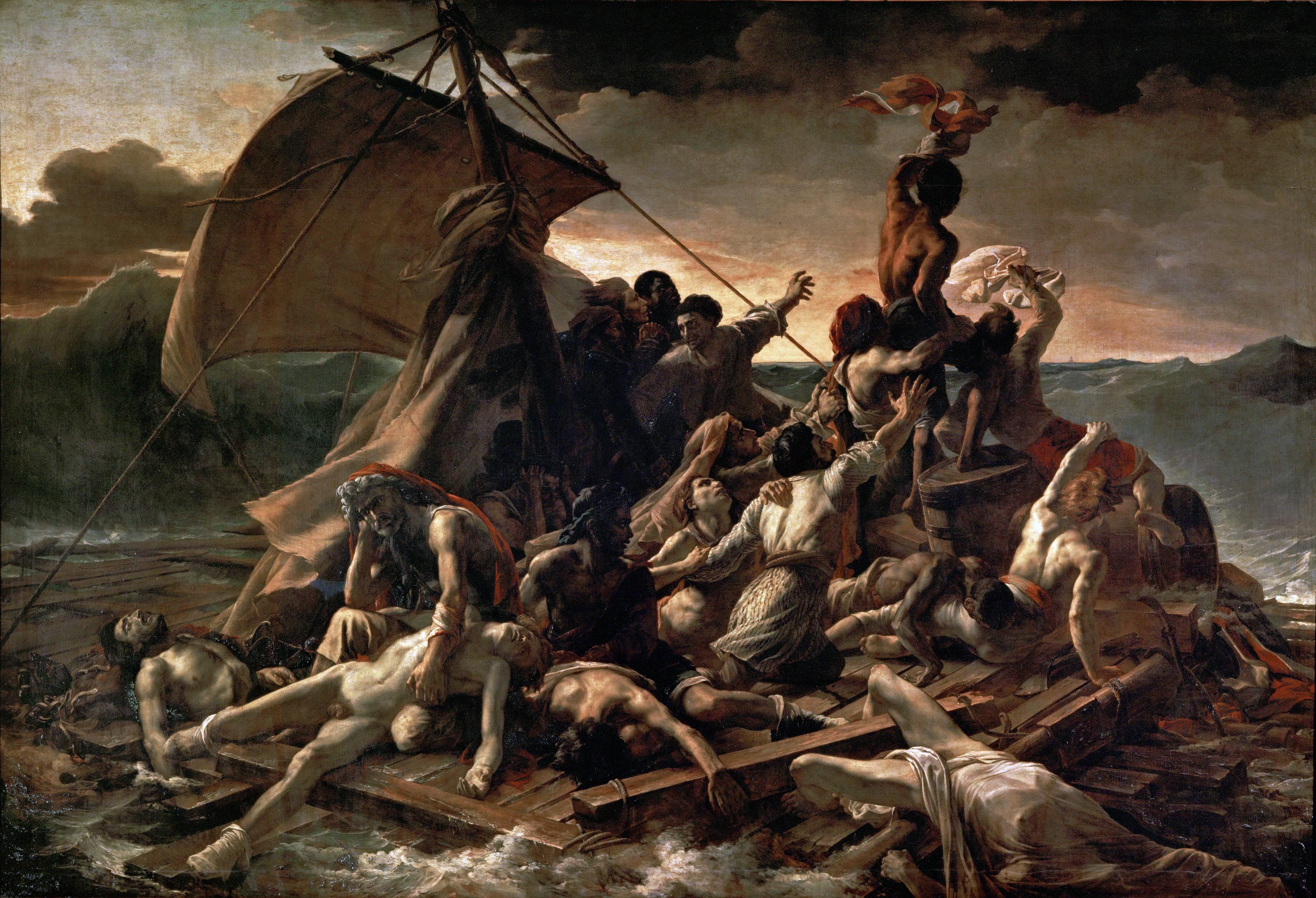
Теодор Жерико, «Плот „Медузы“»

Впечатлённый трагедией, художник Теодор Жерико в 1818 году пишет картину «Плот „Медузы“». На нём изображены немногие оставшиеся в живых люди плота в тот момент, когда на горизонте впервые появляется «Аргус».
По признанию Жюля Верна сюжет романа «Ченслер» (1870—1871) был навеян картиной Жерико.
В 1913 году композитор Эрик Сати написал одноактную комедию (лирическая комедия в одном акте для четырёх актёров) «Ловушка (Плот) Медузы» (Le Piège de Méduse). История плота «Медузы» была использована в романах Эжена Сю «Саламандра» (1832), Алессандро Барикко «Море-Океан» (1993) и Джулиана Барнса «История мира в 10½ главах» (1989).
Луис Бунюэль под впечатлением от картины Жерико снял фильм «Ангел-истребитель» (1962) о группе людей, которых рок изолировал от окружающего мира — но не на плоту, а в гостиной роскошного особняка. В 1968 году немецкий композитор Ханс Вернер Хенце написал ораторию «Плот „Медузы“». В 1969 году вышел роман Веркора «Плот „Медузы“» (Le radeau de la Meduse).
В фильме Астерикс и Обеликс «Миссия Клеопатра» в одной из сцен показан плот с выжившими пиратами, как отсылка к картине.
Роман Алессандро Барикко "Море-океан"